# Гоцко, Евстахий Владимирович
Евстахий Владимирович Гоцко (3 января 1930, Городок, Львовское воеводство — 7 декабря 1992, Львов) — советский стоматолог. Доктор медицинских наук (1987), профессор (1989), заведующий кафедрой хирургической стоматологии (1972—1992), декан стоматологического факультета Львовского медицинского института (1979—1992).

## Биография
Гоцко Евстафий Владимирович родился 3 января 1930 года в г. Городок Львовской области Украины.
В 1954 году окончил Киевский стоматологический институт (ныне стоматологический факультет Национального медицинского университета имени А. А. Богомольца).
Место работы: стоматолог Городецкой городской больницы (1954—1959), Львовской областной клинической больницы (1959—1960), по совместительству — главный стоматолог Львовского областного здравотдела (1960—1967); ассистент (1961—1968), доцент (1968—1972), заведующий (1972—1992) кафедры хирургической стоматологии, декан стоматологического факультета (1979—1992) Львовского медицинского института (ныне Львовский национальный медицинский университет имени Данила Галицкого).
Е. В. Гоцко имел научные степени и звания: кандидат медицинских наук (1967), доцент (1969), доктор медицинских наук (1987), профессор (1989). В разное время подготовил 11 кандидатов и три доктора наук.
Область научных интересов: травматология и восстановительная хирургия челюстно-лицевой области; вопросы хирургического лечения врожденных несращений верхней губы и неба, одонтогенные (инфекционно-воспалительные) опухоли челюсти, воспаления верхнечелюстных пазух и больших слюнных желез.
Е. В. Гоцко является автором около 130 научных работ, среди которых 9 авторских свидетельств на изобретения.

## Труды
- Переломы угла нижней челюсти и ее лечение (канд. дисс.). Львов, 1967.
- Способ лечения врожденного незаращения мягкого неба. Авт. свид. № 689665, 1979 г.
- Способ миохейлопластики. Авт. свид. № 825029, 1981 г.
- Способ диагностики функции небно-глоточного смыкании. Информ. лист. Киев, 1983.
- Сравнительная оценка хирургического лечения врожденных несращений верхней губы и неба (докт. дис.).Львов, 1986-
- Применение деминерализованной кости при лечении переломов нижней челюсти. Стоматология, 1987, № 5 (соавт.)
- Клинико-физиологические особенности внутривенной анестезии сомбревином при лечении воспалительных заболеваний челюстно-лицевой области. Стоматология 1990, № 2 (соавт.).